# Norman Langen

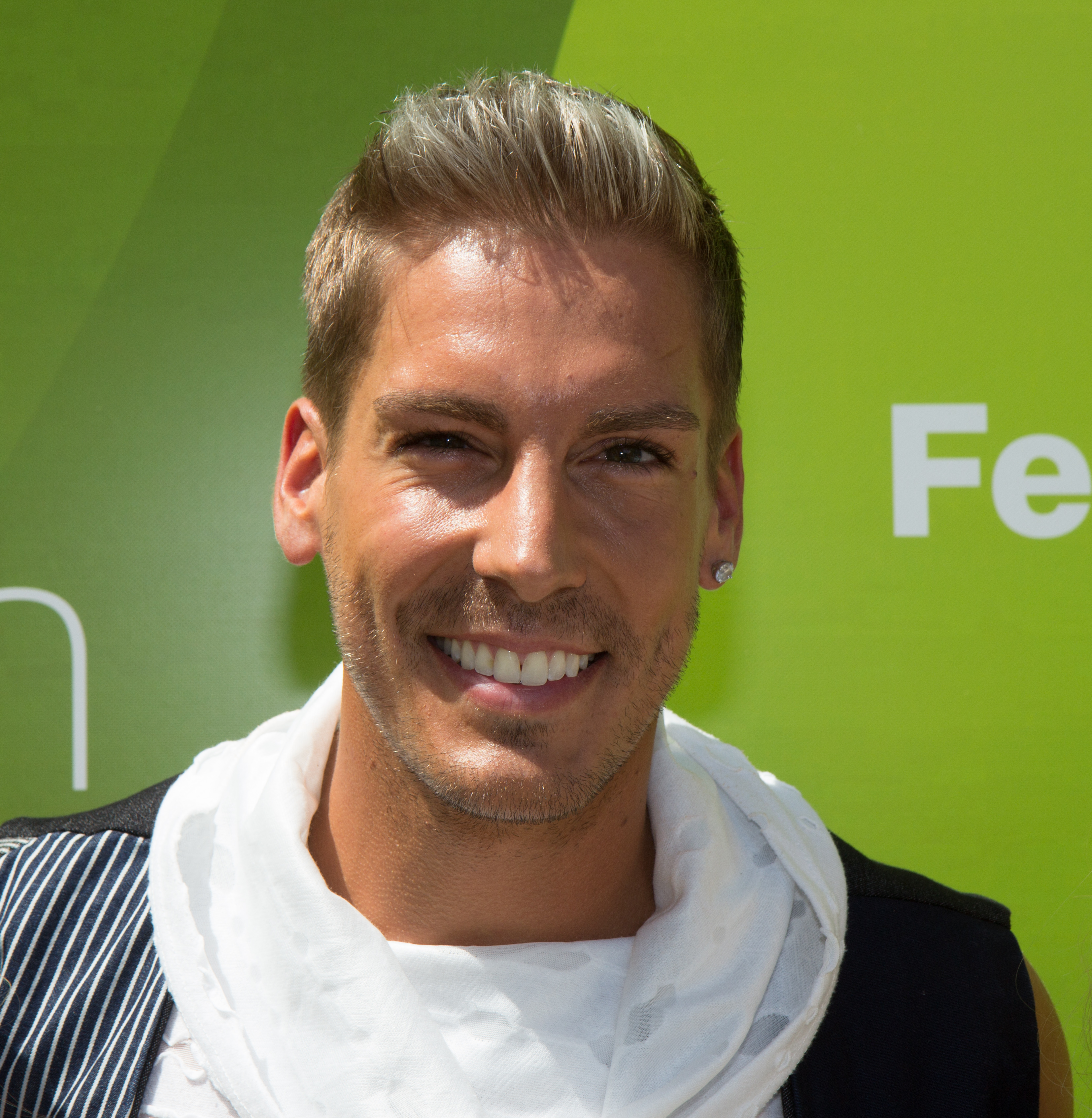
Norman Langen (2018)

Norman Langen (* 7. März 1985 in Würselen) ist ein deutscher Schlagersänger, der durch seine Teilnahme an der TV-Castingshow Deutschland sucht den Superstar im Jahr 2011 bekannt wurde.

## Privater Werdegang
Langen wurde am 7. März 1985 in Bardenberg (Kreis Aachen) geboren und lebt heute in Übach-Palenberg (Kreis Heinsberg) an der Grenze zu den Niederlanden. Er hat vier Geschwister – eine Halbschwester, einen Halbbruder und zwei Stiefschwestern. Seine Eltern trennten sich, als er fünf Jahre alt war. Fortan wuchs er bei seiner Mutter, Halbschwester und seinem Stiefvater auf, bis 10 Jahre später seine zwei Stiefschwestern in den Haushalt zogen.
Langen absolvierte eine Ausbildung zum Schweißer bei der BGE Aachen und arbeitete nach einer Umschulung, die er bei MaxQ in Erkelenz machte, als Betreuer für Demenzerkrankte in einer geschlossenen gerontopsychiatrischen Einrichtung. Nach einer Fortbildung leistete er in dieser Einrichtung ehrenamtliche Sterbebegleitung.
Seit 2016 ist Langen mit Verena de Haan verheiratet, die er während seiner DSDS-Teilnahme als Mitarbeiterin des Produktionsunternehmens kennenlernte. 2018 wurden sie Eltern eines Sohnes, 2024 kam ihre gemeinsame Tochter zur Welt.

## Künstlerischer Werdegang
Im Jahr 2000 war Langen Teil der Musikgruppe The Crew und Backgroundsänger bei TAMO.
Im Jahr 2002 stieg er in die Boyband bexcess ein, die später in Manhattan umbenannt wurde. Sein Künstlername lautete zu dieser Zeit Sam G’erome. Langen absolvierte 2002 am Theater Aachen eine zweijährige Gesangsausbildung.
Im Jahr 2009 trennte er sich von seiner Band, um solo unter seinem bürgerlichen Namen aufzutreten. Er nahm 2011 an der achten Staffel der Castingshow Deutschland sucht den Superstar teil, die RTL von Januar bis Mai 2011 ausstrahlte. Dort sang er vornehmlich deutschsprachige Titel von Schlagergrößen wie Jürgen Drews, DJ Ötzi oder Wolfgang Petry und erreichte nach Zuschauervoting den siebten Platz der Show. Im Anschluss folgten Live-Auftritte, zum Beispiel im Fernsehen, in Clubs und auf Großveranstaltungen.
Für Koch/Universal nahm Langen Mitte 2011 sein erstes Studioalbum Pures Gold auf, das neben vier eigenen Stücken mit Neuinterpretationen bekannter Schlagerstücke aufwartete. Langen coverte unter anderem Titel von Blue System, Wolfgang Petry und Jürgen Drews. Letzterer sowie Olaf Henning sind auf dem Debütalbum als Gastsänger zu hören. Mit dem Album Pures Gold gelang Langen der Einstieg in die Top 50 der deutschen und der Top 75 der österreichischen Charts.
Bei dem zweiten Album 100% Norman setzte das Management auf die Zusammenarbeit mit dem Produzenten Hermann Niesig. Es wurde am 4. Januar 2013 veröffentlicht und stieg auf Platz 43 in die Top 100 der deutschen und Top 100 der österreichischen Charts ein. Anfang März 2014 wechselte Langen vor der Veröffentlichung eines dritten Albums zum Label Ariola. Das dritte Album Wunderbar erschien im März 2015 und stieg bis auf Platz 41 der deutschen Album-Charts. Im Dezember 2018 wurde Langen Mitglied des Benefiz-Projekts Schlagerstars für Kinder und nahm mit der Gruppe das Lied Auf einmal (Weihnachtsschlager) neu auf. Die Aktion von Schlagerplanet Radio und den SOS Kinderdörfern sammelt mit dem Weihnachtssong Geld für Kinder in Not.
Mitte August 2021 gab Markus Krampe (ehemaliger Manager von Michael Wendler) bekannt, ab sofort auch das Management für Norman Langen zu übernehmen. Im Juli 2025 hatte er gemeinsam mit Stephanie Brungs einen Gastauftritt bei der RTL-Serie Gute Zeiten, schlechte Zeiten (Folge 8325–8326).

## Diskografie

### Studioalben
| Jahr | Titel            | Höchstplatzierung, Gesamtwochen, AuszeichnungChartplatzierungen (Jahr, Titel, Platzierungen, Wochen, Auszeichnungen, Anmerkungen) | Höchstplatzierung, Gesamtwochen, AuszeichnungChartplatzierungen (Jahr, Titel, Platzierungen, Wochen, Auszeichnungen, Anmerkungen) | Höchstplatzierung, Gesamtwochen, AuszeichnungChartplatzierungen (Jahr, Titel, Platzierungen, Wochen, Auszeichnungen, Anmerkungen) | Anmerkungen                          |
| Jahr | Titel            | DE | AT | CH | Anmerkungen                          |
| ---- | ---------------- | --- | --- | --- | ------------------------------------ |
| 2011 | Pures Gold       | DE11 (5 Wo.)DE | AT28 (3 Wo.)AT | — | Erstveröffentlichung: 15. Juli 2011  |
| 2013 | 100% Norman      | DE43 (2 Wo.)DE | AT68 (1 Wo.)AT | — | Erstveröffentlichung: 4. Januar 2013 |
| 2015 | Wunderbar        | DE41 (1 Wo.)DE | — | — | Erstveröffentlichung: 6. März 2015   |
| 2017 | Die geilste Zeit | DE24 (1 Wo.)DE | AT70 (1 Wo.)AT | — | Erstveröffentlichung: 21. April 2017 |
| 2019 | Dieses Gefühl    | DE35 (1 Wo.)DE | — | — | Erstveröffentlichung: 26. April 2019 |

### Kompilationen
| Jahr | Titel    | Höchstplatzierung, Gesamtwochen, AuszeichnungChartplatzierungen (Jahr, Titel, Platzierungen, Wochen, Auszeichnungen, Anmerkungen) | Höchstplatzierung, Gesamtwochen, AuszeichnungChartplatzierungen (Jahr, Titel, Platzierungen, Wochen, Auszeichnungen, Anmerkungen) | Höchstplatzierung, Gesamtwochen, AuszeichnungChartplatzierungen (Jahr, Titel, Platzierungen, Wochen, Auszeichnungen, Anmerkungen) | Anmerkungen                         |
| Jahr | Titel    | DE | AT | CH | Anmerkungen                         |
| ---- | -------- | --- | --- | --- | ----------------------------------- |
| 2022 | 11 Jahre | DE97 (1 Wo.)DE | — | — | Erstveröffentlichung: 18. März 2022 |

Weitere Kompilationen:
- 2015: Einer für Millionen – Das Beste
- 2017: Ich find’ Schlager toll

### Singles
| Jahr | Titel Album | Höchstplatzierung, Gesamtwochen, AuszeichnungChartplatzierungen (Jahr, Titel, Album, Platzierungen, Wochen, Auszeichnungen, Anmerkungen) | Höchstplatzierung, Gesamtwochen, AuszeichnungChartplatzierungen (Jahr, Titel, Album, Platzierungen, Wochen, Auszeichnungen, Anmerkungen) | Höchstplatzierung, Gesamtwochen, AuszeichnungChartplatzierungen (Jahr, Titel, Album, Platzierungen, Wochen, Auszeichnungen, Anmerkungen) | Anmerkungen                        |
| Jahr | Titel Album | DE | AT | CH | Anmerkungen                        |
| ---- | ----------- | --- | --- | --- | ---------------------------------- |
| 2011 | Pures Gold  | DE62 (5 Wo.)DE | — | — | Erstveröffentlichung: 1. Juli 2011 |

Weitere Singles
- 2012: Einer von Millionen
- 2014: Ich wähl’ deine Nummer
- 2015: Wunderbar
- 2015: Au Revoir, Cherie
- 2015: Wer die Augen schließt (wird nie die Wahrheit seh’n) 2015 (als Teil von Mut zur Menschlichkeit)
- 2016: Herz aus Glas
- 2017: Es ist Weihnachtszeit
- 2018: Baila mi amor
- 2018: Auf einmal (Weihnachtsschlager) (als Teil von Schlagerstars für Kinder)
- 2019: Yolanda
- 2020: Senorita
- 2020: Ein Schiff, das unsre Flagge trägt
- 2023: Besser ohne dich (mit Natalie Holzner)
- 2024: Warum hast du nicht ja gesagt?

## Auszeichnungen
- 2011: Schlager-Saphir in der Kategorie „Bester Nachwuchskünstler“
- 2011: Ballermann-Award in der Kategorie „Bester Newcomer“
- 2011: Smago-Award in der Kategorie „Shootingstar des Jahres männlich“
- 2012: Ballermann-Award in der Kategorie „Bester Liveact“
- 2017: Ballermann-Award